# Menglon
Menglon este o comună în departamentul Drôme din sud-estul Franței. În 2009 avea o populație de 406 de locuitori.

## Evoluția populației
| An        | 1975 | 1982 | 1990 | 1999 | 2006 | 2009 |
| --------- | ---- | ---- | ---- | ---- | ---- | ---- |
| Populație | 317  | 287  | 332  | 355  | 388  | 406  |